# Демьянковский сельсовет
Демьянковский сельсовет (бел. Дзям’я́нкаўскі сельсавет) — упразднённая административная единица на территории Добрушского района Гомельской области Республики Беларусь.

## История
После второго укрупнения БССР с 8 декабря 1926 года сельсовет в составе Ветковского района Гомельского округа БССР. 30 декабря 1927 года сельсовет укрупнен, в его состав вошла территория упраздненных Вылевского и Краснознаменного сельсоветов. После упразднения окружной системы 26 июля 1930 года в Ветковском районе БССР. С 12 февраля 1935 года в составе Добрушского района, с 20 февраля 1938 года — Гомельской области. 
На 1 января 1974 года в составе сельсовета 5 населенных пунктов.  
29 августа 1974 года упразднен посёлок Пчёлки. 
23 января 1995 года к сельсовету присоединена территория упразднённого Круговского сельсовета. 
20 января 2005 года упразднены деревни Очёсо-Рудня, Вылево, Красный Лог, Красное Знамя, посёлки Большой Лес, Пенное и Ясная Долина. 27 июня 2008 года упразднены деревни Круговка и Морозовка. 
16 декабря 2009 года сельсовет упразднен, его территория присоединена к Рассветовскому сельсовету.

## Состав
Демьянковский сельсовет включал 5 населённых пунктов:
- Берёзки — деревня
- Демьянки — деревня
- Дубовый Лог — деревня
- Леонтьево — деревня
- Млынок — деревня

Упразднённые населённые пункты:
- Вылево — деревня
- Очёсо-Рудня — деревня
- Красное Знамя — деревня
- Красный Лог — деревня
- Круговка — деревня
- Морозовка — деревня
- Большой Лес — посёлок
- Пенное — посёлок
- Пчёлки — посёлок[4]
- Ясная Долина — посёлок